# Enrico Ca’ Zeno
Enrico Ca’ Zeno war in Vicenza als Buchdrucker und -händler tätig. Er ist dort erstmals am 9. März 1480 anlässlich des Ankaufs von 100 Exemplaren von Ciceros De Oratore dokumentarisch belegt. 1497 werden er, sein Sohn Giovanni Maria und ein weiterer Buchhandlungsmitarbeiter in einem Testament erwähnt. Im Zeitraum 1480 bis 1499 sind 22 von ihm gedruckte bzw. verlegte Drucke bekannt, weitere acht aus den Jahren 1506 bis 1509. In den Jahren 1507 bis 1509 betrieb er die Druckerei gemeinsam mit seinem Sohn Giovanni Maria, der vor dem 3. April 1510 verstarb. Enrico selbst ist noch in den Jahren 1523 und 1528 urkundlich nachweisbar.